# Frits Castricum
Fredericus Wilhelmus Cornelis (Frits) Castricum (Boxtel, 19 april 1947 – aldaar, 12 september 2011) was een Nederlands politicus. Hij was namens de Partij van de Arbeid lid van de Eerste Kamer, Tweede Kamer en het Europarlement.

## Loopbaan
Voordat Castricum in de Tweede Kamer terechtkwam was hij journalist bij dagblad De Stem en vervolgens werkzaam bij DAF. Bij de Tweede Kamerverkiezingen 1977 werd hij gekozen in het parlement. Hij voerde onder meer het woord op het beleidsterrein verkeer. In 1983 was hij voorzitter van de bijzondere Kamercommissie voor de Ontwikkeling van het Markerwaardgebied. In 1988 voerde hij namens zijn fractie het woord in de debatten naar aanleiding van de parlementaire enquête naar bouwsubsidies.
Castricum trad in 1991 toe tot het partijbestuur van de PvdA, waarin hij de functie van vicevoorzitter bekleedde. Toen voorzitter Marjanne Sint later dat jaar haar functie neerlegde werd Castricum waarnemend voorzitter, totdat hij in maart 1992 werd opgevolgd door Felix Rottenberg. Na de Tweede Kamerverkiezingen 1994 keerde Castricum niet meer terug als Kamerlid. Hij werd lid van het Europees Parlement (1994 tot 1999) en vervolgens lid van de Eerste Kamer (1999 tot 2003).
Naast zijn politieke loopbaan en na zijn vertrek uit de politiek vervulde hij verschillende bestuurlijke functies, meestal op het gebied van verkeer en vervoer. Hij was onder meer lid en plaatsvervangend voorzitter van de Raad voor de Transportveiligheid.

## Onderscheidingen
Castricum werd in 1989 benoemd tot Ridder in de Orde van de Nederlandse Leeuw. Bij zijn vertrek uit de politiek in 2003 werd hij Ridder in de Orde van Oranje-Nassau.

## Overlijden
Castricum overleed in september 2011 op 64-jarige leeftijd in zijn woonplaats Boxtel.
- Biografisch Portaal: 66602159
- Parlement.com: vg09llhykoz0